# Hanna Godlewska-Majkowska
Hanna Godlewska-Majkowska (ur. 1960) – polska ekonomistka, profesor nauk ekonomicznych, prorektor Szkoły Głównej Handlowej w Warszawie (2016–2020).

## Życiorys
Hanna Godlewska-Majkowska w 1984 uzyskała dyplom magistra ekonomii Szkoły Głównej Planowania i Statystyki. W 1991 uzyskała tam doktorat z zakresu geografii ekonomicznej na podstawie pracy Rozwój i rozmieszczenie przemysłowego przetwórstwa ziemniaków w Polsce (promotorka: Irena Fierla), a w 2000 doktor habilitowanej za monografię Lokalizacja przedsiębiorstw przemysłu mięsnego i mleczarskiego w warunkach gospodarki rynkowej w Polsce. 4 marca 2015 otrzymała tytuł naukowy profesora nauk ekonomicznych.
Zawodowo związana z macierzystą uczelnią, gdzie od 2016 do 2020 była prorektorką do spraw współpracy z otoczeniem. Nadto pełniła bądź pełni inne funkcje, m.in.: wicedyrektorki Instytutu Funkcjonowania Gospodarki Narodowej (1999–2006); wicedyrektorki Instytutu Przedsiębiorstwa (2006–2016); kierowniczki Zakładu Otoczenia Biznesu w Instytucie Przedsiębiorstwa (od 2014). Jest opiekunką Studenckiego Koła Naukowego Przedsiębiorczości i Analiz Regionalnych.
Jej zainteresowania badawcze obejmują: lokalizację przedsiębiorstw, przedsiębiorczość regionalną, atrakcyjność inwestycyjną i konkurencyjność regionów, marketing terytorialny, źródła sukcesu i zagrożeń małych i średnich przedsiębiorstw oraz ich organizacje inteligentne, zarządzanie finansami jednostek samorządu terytorialnego.
Wielokrotnie nagradzana przez rektora SGH: 1992, 2002, 2007, 2010, 2011 (dwukrotnie), 2012, 2013, 2014, 2015.
Wypromowała 6 doktorów.
W 2019 za zasługi w działalności na rzecz rozwoju nauki wyróżniona Srebrnym Krzyżem Zasługi. W 2023 otrzymała Medal Komisji Edukacji Narodowej.

## Wybrane publikacje
- Lokalizacja przedsiębiorstw w gospodarce globalnej (Location of enterprises in the global economy), Warszawa: Difin, 2013, ISBN 978-83-7641-969-5.